# Monts Bagzane
Die Monts Bagzane sind ein Gebirgsmassiv im Aïr. Es erreicht am Idoukal-n-Taghès, dem höchsten Berg Nigers, eine Höhe von 2022 m.
Alternative Schreibweisen zu Bagzane sind Baghzan, Baghzane, Baguezan, Baguezane und Bagzan.

## Geographie

### Lage und Gestalt
Die Monts Bagzane befinden sich im Süden des Aïr. Sie gehören zum Gemeindegebiet von Tabelot, dessen Hauptort östlich des Massivs liegt. Sie haben die Form einer etwa vierzig Kilometer langen und zwanzig Kilometer breiten ovalen Hochebene mit einer durchschnittlichen Höhe von rund 1500 m, deren Terrain von stark erodierten Felsen und Granit-Geröll übersät ist. Der höchste Punkt der Monts Bagzane ist der 2022 m hohe Idoukal-n-Taghès, der zugleich der höchste Berg des Landes ist. Diesem Umstand wurde durch die Benennung des nigrischen Präsidentenflugzeugs Rechnung getragen: Es heißt Monts Baghzane. Weitere bedeutende Berge in den Monts Bagzane sind der Téguilaïfat (1697 m), der Taghès Izzeguerit (1607 m) und der I-m-Bezzegaine (1533 m). Besonders im Osten wird das Gebirge von markanten Trockentälern wie dem Afassas, dem Eghalabelaben und dem Nabarou entwässert. Der Boden des zumeist ausgetrockneten Teichs Egharghar auf der Hochebene ist mit einer dicken Schicht subfossiler Weichtiere bedeckt.

### Geologie und Klima
Der vulkanische Ursprung der Monts Bagzane ist durch ein spurenhaftes Rhyolith-Vorkommen im zentralen Teil ersichtlich. Das Massiv umfasst die Überreste von drei Ring-Dykes aus Quarzsyenit, die teilweise durch späteres Eindringen peralkaliner Granite und Porphyrgranite, deren wichtigstes mafisches Mineral Aegirin war, zerstört wurden. Am südlichen Rand des Gebirges zeigt sich Biotit-Granit als Spur einer abschließenden geologischen Aktivität.
Die durchschnittliche Lufttemperatur beträgt im Sommer rund 30 °C. In der tiefer gelegenen Regionalhauptstadt Agadez erreicht sie zur gleichen Zeit rund 40 °C. Im Winter kann die Temperatur in den Monts Bagzane auf 0 °C und darunter sinken. Der Niederschlag beträgt 50 bis 120 mm im Jahr. Es gibt üblicherweise eine kurze Regenzeit von Ende Juli bis Anfang August, während es das restliche Jahr über kaum regnet. Die Höhe der Monts Bagzane führt zu einer im Vergleich mit dem Umland niedrigen Evaporation. Dies hat eine günstige Wirkung auf die Entwicklung der Pflanzenwelt.

## Besiedlung und Nutzung
Die Monts Bagzane waren schon in der Jungsteinzeit bewohnt. Es wurden 10.000 Jahre alte Nachweise menschlicher Besiedlung gefunden.
Es gibt zwölf Dörfer und fünf Nomadenlager im Massiv, die meisten davon in dessen südlichem Teil. Quellen und koris (zeitweise geflutete Trockentäler) ermöglichen dort eine bessere Wasserversorgung als im nördlichen Teil. Die Siedlungen bestehen aus Rundhütten, die mit Matten verkleidet und durch Umzäunungen zu größeren Gehöften verbunden sind. Im Hauptort Bagzan Âmas (auch Bagzane-n-Âmmas) stehen Strohhütten und vereinzelt Steinhäuser, die mit Lehm verputzt sind. In Bagzan Âmas gibt es eine Schule und eine Apotheke, die 1999 von der Ehefrau des Staatspräsidenten Ibrahim Baré Maïnassara eingeweiht wurde. Zu weiteren bedeutenden Orten zählen Amérigue, Atkaki und Emalawlé. Die Siedlungen auf der Hochebene können mit Autos nicht erreicht werden. Seit dem Jahr 2001 gibt es eine von Westen auf das Massiv führende Piste, die mit Geländemotorrädern genutzt werden kann. Die felsigen Wege sind in der Regel auch für Kamele zu steil, sodass stattdessen Esel als Lasttiere verwenden werden.
Die Bewohner der Dörfer und Nomadenlager gehören zur Tuareg-Untergruppe Kel Bagzane. Die Kel Bagzane leben vor allem vom Karawanenhandel, von Gartenbau und Viehzucht. Zum Verkauf werden Tomaten, Zwiebeln, Kartoffeln, Knoblauch und Paprika angebaut. In den Monts Bagzane wird außerdem eine Mischung aus Pflanzenblättern und Früchten namens Ilatan hergestellt, die als traditionelle Medizin verwendet oder als Beilage zu Hirse und Ziegenkäse gegessen wird. Die populäre Mixtur wird bis in die südliche Sahelzone gehandelt.